# Phaeothecoidiella illinoisensis
Phaeothecoidiella illinoisensis är en svampart som beskrevs av Batzer & Crous 2010. Phaeothecoidiella illinoisensis ingår i släktet Phaeothecoidiella, klassen Dothideomycetes, divisionen sporsäcksvampar och riket svampar.   Inga underarter finns listade i Catalogue of Life.